# Oameni în Rolls-Royce
Oameni în Rolls-Royce este un roman scris de Vintilă Corbul, împreună cu Eugen Burada, și publicat în 1979.

## Lista de personaje
- Ronald Chandler
- France Chandler
- Harold Preston
- Sabahattin Humaidah
- Selim
- Lordul Grantley
- Berry Shannon
- Jill Winters
- Mr. Waidenfeld
- Ray Montgomery